# Destroyer - Or About How to Philosophize with the Hammer
Destroyer - Or About How to Philosophize with the Hammer  è il quarto album del gruppo black metal norvegese Gorgoroth, pubblicato il 18 maggio 1998 da Nuclear Blast.

## Tracce
- La traccia 8 è una hidden track.

1. Destroyer - 3:49
2. Open the Gates - 5:29
3. The Devil, the Sinner and His Journey - 3:26
4. Om Kristen og Jødisk Tru - 4:47
5. På Slagmark Langt Mot Nord - 5:08
6. Blodoffer - 3:19
7. The Virginborn - 8:15
8. Slottet i Det Fjerne (Darkthrone cover) - 3:41

## Formazione[2]
- Gaahl - voce (traccia 1)
- Pest - voce (tracce 2, 4, 5 e 7)
- T-Reaper - voce (traccia 3)
- Infernus - chitarra (tracce 2 - 7), basso (tracce 1, 3, 5 e 6), voce (tracce 6 e 8), batteria (tracce 5 e 6)
- Tormentor - chitarra (1, 2, 4 - 8)
- Ares - basso (tracce 2, 4 e 7)
- Vrolok - batteria (tracce 2, 4 e 7)
- Frost - batteria (traccia 3)
- Daimonion - sintetizzatore (traccia 3)

### Crediti
- Pytten - ingegneria del suono
- Gaahl - ingegneria del suono
- Peter Tägtgren - missaggio